# تله‌فلکس
تله‌فلکس (انگلیسی: Teleflex) شرکت تجهیزات پزشکی آمریکایی است، که در سال ۱۹۴۳ تأسیس شد.